# 北涧桥
北涧桥，为叠梁式木拱廊桥，泰顺廊桥之一，位于浙江省温州市泰顺县泗溪镇下桥村，为“姐妹桥”之一，被誉为“世界上最美的廊桥”。

## 历史
始建于清康熙十三年（1674年），嘉庆八年（1803年）修建，道光二十九年（1849年）重修。桥长51.7米，宽5.37米，净跨29米。

## 用途
商业用途，为村民的商贸场所。宗教用途，为村民的祈福场所。娱乐用途，为村民的文化娱乐场所，如看戏之用。

## 评价
北涧桥横跨在北溪之上，与周围的环境（包括千年古樟树、古道、碧水、蓝天）相得益彰，融为一体，使其获得了“世界上最美的廊桥”的美誉。而其采用的建桥工艺，桥基部分不用一钉一铆，仅依靠木头互相牵扯的结构力量来保持平衡与稳定，这一点向来为桥梁专家、力学专家和游客所称道。